# Велика Воля (Томашовський повіт)
Велика Воля (пол. Wielka Wola) — село в Польщі, у гміні Черневиці Томашовського повіту Лодзинського воєводства.
Населення — 264 особи (2011).
У 1975-1998 роках село належало до Пйотрковського воєводства.

## Демографія
Демографічна структура станом на 31 березня 2011 року:
|          | Загалом | Допрацездатний вік | Працездатний вік | Постпрацездатний вік |
| -------- | ------- | ------------------ | ---------------- | -------------------- |
| Чоловіки | 147     | 32                 | 93               | 22                   |
| Жінки    | 117     | 18                 | 58               | 41                   |
| Разом    | 264     | 50                 | 151              | 63                   |